# P
Pは、ラテン文字（アルファベット）の 16 番目の文字。小文字は p 。ギリシャ文字のΠ（パイ）に由来し、キリル文字のПに相当する。
ギリシャ文字のΡ（ロー）、キリル文字のРは別字であり、どちらもラテン文字のRに相当する文字である。
また、アイスランド語におけるÞ（小文字：þ）も別字であり、これは英語に於ける"th"（ただし、無声子音の方）に相当する。

## 字形

筆記体

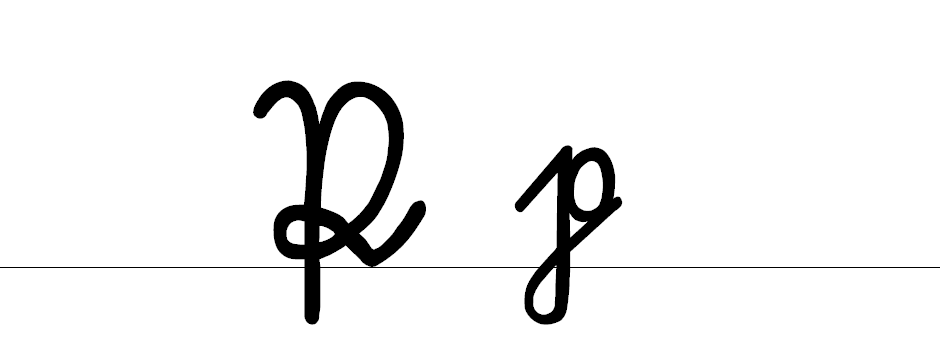
ジュッターリーン体

1. 大文字は、縦棒の上部右に右半円を付けた形である。
2. 小文字はミーンラインより下に書かれるが、ベースラインを越えて下に突き出す。このため、実質的な大きさは大文字と同等である。半円は円で書かれることが多く、棒は接線となる。筆記体では縦棒を先に書き、折り返して丸を時計回りに書く。このため、棒の上部に前の字からの接続線が、円の下部に次の字への接続線が付く。このとき、丸の下部を棒まで戻さず、丸の下が空いたままにすることがある。
3. 数式などで大文字のPを筆記する際は、棒の下にセリフを付けることで小文字と区別している。

亀甲文字では、{\displaystyle {\mathfrak {P\ p}}}となる。

## 呼称
- 羅・独・蘭・洪・葡・尼：ペー
- 仏・西：ペ
- 伊：ピ
- 英: pee（ピー）
- エス：ポー

## 音素
この文字が表す音素は、/p/ないしその類似音である。
- フランス語では語末のpを黙字とする。（ごく一部の単語を除く。例：cap（岬））次の単語が母音で始まれば、このpを発音する。

## 歴史
ギリシア文字・Π（パイ）の右足を曲げた形に由来する。この結果、現在のラテン文字のRに相当するΡと同形になってしまったため、そちらの文字には中央から右下にヒゲを付け加えて区別するようになった。

## P の意味
- リンの元素記号。
- アミノ酸の1つプロリンの1文字略号。
- 音楽記号のピアノ (piano)（弱；フォルテ<forte>の反対）。
- P (計算複雑性理論) - 計算複雑性理論において、決定性チューリングマシンが多項式時間で解くことのできる決定問題のクラス。P≠NP予想など。
- 文献のページ (page) を示す。
- 電気的接点/極を表す（スイッチの DPDT など、コネクタの 36P など）
- プルスイッチ。構内電気設備配線用図記号 (JIS C 0303:2000) で用いられる。スイッチの図記号に傍記。
- 片、Piece
- SI接頭語
  - ペタ(1015)（大文字）
  - ピコ(10−12)（小文字）
- CGS単位系における粘度の単位ポアズ
- 1g重を表すドイツの単位「ポント」(pond)
- 二十五を意味する数字。三十六進法など、二十六進法以上（参照: 位取り記数法#Nが十を超過）において二十五（十進法の25）を一桁で表すために用いられる。ただし、アルファベットの I と数字の 1 、およびアルファベットの O と数字の 0 が混同し易いために、アルファベットの I と O を用いないことがあり、この場合、J が十八、K が十九、…、N が二十二、P が二十三を意味する。
- 物理学で陽子（小文字）または運動量を表す（大小）。
- 光学で部分偏極状態の光の偏極度 (degree of polarization) を表す。通常大文字で記す。
- 化学でパラ (para) 位をp-で表す。
- 主に化学で、水素イオン指数や酸解離定数などで、負の常用対数 ({\displaystyle -\log _{10}}) の略記として使われる。
- 圧力 (pressure) を表す。
- 数学で筆記体で用いて（あるいは p.v. として）積分がコーシーの主値 (principal value) であることを表す。
- 数学で点を示す記号。(point) を表す。
- 素数を示す記号。(prime number) を表す。
- nPm は順列 (permutation) の総数。
- 論理学では命題 (proposition) や述語 (predicate) を表す。
  - LISPでブール値を返す関数の名前は慣習的に p (predicate) で終わる。
- 確率ではある事象 E が起こる確率 (Probability) を P(E) と表記する。
- per の略に使われ、「/」と書かれたり「毎」と訳されることがある。

例：
- mph（Miles per hour = マイル毎時 = 時速。アメリカやイギリスで用いられる）
- kph（Kilometres per hour = キロメートル毎時 = 時速 = km/h）
- dpi（dots per inch = ドッツパーインチ = 1 インチあたりのドット数）
- rpm（revolutions per minute = 1 分あたりの回転数。例えばレコード、ハードディスク、エンジンなどの回転速度の単位として使われる。）

- 顔文字で舌を出した口に使われる。例 :-P や :p
- (X)HTML で段落 (paragraph) を表す要素
- 計算機科学でセマフォ（プロセス同期のための仕組み）に対する基本操作
- 微量の 3 価元素を不純物として加えた半導体を表す（p 型半導体←positive）⇔N型半導体
- 地震波の第1波を示すP波の略 (Primary wave)。
- 遺伝学において、親世代を表す記号 (Parents)。
- 鉄道のサインシステムにおいて、JR桜島線、Osaka Metro南港ポートタウン線 (Porttown)、近鉄御所線、神戸新交通ポートアイランド線（三宮駅〜神戸空港駅）(Port)、JR芸備線 (Purple) の路線記号として用いられる。
- 通貨の単位ペソの略
- 通貨の単位パタカの略、もしくはマカオの通貨の単位マカオ・パタカの略
- パリ (Paris) の略
- 色彩学でいう、むらさき。紫 (Purple)。
- 古代ローマ人の個人名プブリウス (Publius) の略。
- 野球で投手（ピッチャー、英:Pitcher）を表す略称。
- アメリカンフットボールでパンター。
- 歩兵を表すチェスの駒ポーン (Pawn) や将棋の歩兵の略号。
- 真空管の端子の1つ。プレート (Plate)
- テレビ・ラジオの放送業界や音楽業界などで、プロデューサー (Producer) の意味。
  - 転じて、ニコニコ動画を中心に、VOCALOID等の音声合成ソフトを用いた曲を発表するミュージシャンの名称に○○Pという形で称号的に用いられる事がある。
  - さらに転じて、放送業界・音楽業界・ゲーム業界などのプロデューサーの愛称・称号として○○Pなどと呼称されることがある。
- 映像のプログレッシブ走査方式 (Progressive)。
- ATS（自動列車停止装置）の一種で、パターン (Pattern) 型。
- 電機業界でパナソニック（旧社名：松下電器産業）を表す符丁 (P = Panasonic)。
- 保険業界で、保険料の意味に使われる。初回保険料を1P、2回目以降の保険料を2Pなど。
- 建物で塔屋 (penthouse) の略。P1、P2と数字の前に付ける。PHとする事もある。
- Pマーク又はPマーク取得担当者
- アメリカのロックバンド、「P」。ABBAの「ダンシング・クイーン」をカヴァーしていた。
- playerの略（3P・4Pなど）。
- エリトリアで第1級国道 (Primary national highway) を表す。
- 自動車や交通に関するもの
  - 駐車場・駐車可能範囲を示す記号（🅟,🅿）。Parking を表す。また、建物で駐車場が存在する階にもP1、P2と数字の前に付けることがある。
  - 自動車のオートマチックトランスミッションのパーキング（駐車）位置。ここに合わせないとキーが抜けない。通称Pレンジ。
  - 昭和58年排出ガス規制の識別記号
  - トヨタ車の形式名に於いて…
    - パブリカ及び直接の後継車種、スターレットを意味する車種識別記号。(例：EP82)
    - エンジン形式のハイフンのあとに付いた場合、LPG仕様であることを意味する。（例：3Y-PE）

  - 日産車のエンジン形式でもLPG仕様を意味する。（例：RB20P）
- 容器包装における材質表示で紙 (paper) のこと

## 符号位置
| 大文字 | Unicode | JIS X 0213 | 文字参照            | 小文字 | Unicode | JIS X 0213 | 文字参照            | 備考     |
| ------ | ------- | ---------- | ------------------- | ------ | ------- | ---------- | ------------------- | -------- |
| P      | U+0050  | 1-3-48     | &#x50; &#80;        | p      | U+0070  | 1-3-80     | &#x70; &#112;       |          |
| Ｐ     | U+FF30  | 1-3-48     | &#xFF30; &#65328;   | ｐ     | U+FF50  | 1-3-80     | &#xFF50; &#65360;   | 全角     |
| Ⓟ      | U+24C5  | ‐          | &#x24C5; &#9413;    | ⓟ      | U+24DF  | 1-12-41    | &#x24DF; &#9439;    | 丸囲み   |
| 🄟︎      | U+1F11F | ‐          | &#x1F11F; &#127263; | ⒫      | U+24AB  | ‐          | &#x24AB; &#9387;    | 括弧付き |
| 𝐏      | U+1D40F | ‐          | &#x1D40F; &#119823; | 𝐩      | U+1D429 | ‐          | &#x1D429; &#119849; | 太字     |

## 他の表現法
| フォネティックコード | モールス符号 |
| Papa                 | ・－－・     |

|        |          | {{{Braille}}} |
| 信号旗 | 手旗信号 | 点字          |